# 3e British Academy Film Awards
De 3e British Academy Film Awards of BAFTA Awards werden uitgereikt in 1950 voor de films uit 1949. Dit jaar zijn er geen nieuwe categorieën toegevoegd in tegenstelling tot de voorgaande jaren.

## Winnaars en genomineerden

### Beste Film
Ladri di biciclette (Bicycle Thieves)
- Ostatni etap (The Last Stage)
- The Set-Up
- The Third Man
- Berliner Ballade (Ballad of Berlin)
- The Treasure of Sierra Madre
- The Window

### Beste Britse Film
The Third Man
- The Queen of Spades
- Kind Hearts and Coronets
- Passport to Pimlico
- Whiskey Galore
- The Small Back Room
- A Run for your Money

### Beste Documentaire
Daybreak in Udi
- Drug Addict
- The Liver Fluke in Great Britain
- Isole Nolla Laguna (Island of the Lagoon)
- Report on the refugee problem
- The Cornish Engine
- Circulation

### VNAward
The Search
- Sardinia Project
- Au Carrefour de la Vie (Crossroads of Life)
- The People Between
- Daybreak in Udi

### Special Award
La Famille Martin (The Family Martin)
- The Legend of St Ursula
- Dots and Loops
- A Fly About the House
- Accidents Don't Happen, No. 5
- Tale about a Soldier